# Ujście Warty Nationalpark
Ujście Warty Nationalpark (polsk: Park Narodowy Ujście Warty) er den yngste af Polens 23 nationalparker. Det blev oprettet den 19. juni 2001 i regionen ved den nedre del af floden Warta op til dens sammenløb med Oder, der markerer den polsk – tyske grænse. Parken dækker et areal på 80,38 km2 inden for Lubusz Voivodeship. Navnet Ujście Warty betyder "Warta-mundingen" - det polske ord ujście bruges også til afslutning af en flod ved en anden flod eller sø.
Parken blev oprettet på området for det tidligere naturreservat Słońsk, som havde eksisteret siden 1977, og dele af Ujście Warty Landscape Park. Jorden her er sumpet og mudret, hvilket gør det til et paradis for fugle. Dette er grunden til, at det tidligere Słońsk-reservat, som nu er en del af parken, blev omfattet af Ramsar-konventionen i 1984, hvis formål er at beskytte sådanne områder (Ramsarområde).
Parken har sit hovedkvarter i landsbyen Chyrzyno nær Kostrzyn nad Odrą.

## Vandene
Parkens vigtigste flod er Warta, som deler den i to områder - det sydlige (inklusive det tidligere Słońsk-reservat) og det nordlige - den såkaldte nordpolder. I syd når årlige ændringer i vandniveauet op til 4 meter, og parken her fungerer som en gigantisk, sæsonbestemt sø for overskydende vand. Vandstanden her stiger normalt sent på efteråret, men det er det højeste om foråret (marts-april). Den nordlige del er rig på forskellige kanaler, og er adskilt fra Warta af et dige.

## Dyreliv
Plantelivet er meget heterogent i biologisk forstand. Det er i vid udstrækning naturligt, selvom hundreder af års menneskelig aktivitet har påvirket det, især i de skovklædte områder. På den anden side er naturen i sumpede områder tættere på Warta hovedsagelig uberørt og er som sådan et interessant genstand for studier for biologer fra Polen og andre europæiske lande. Dette skyldes, at de fleste store floddale i Europa er blevet ændret af mennesker.
Parkens område er en af de vigtigste regioner for fugle i Polen. Der er 245 fuglearter her og hvoraf 160 yngler, inklusive 7-8 ænder. 26 arter er truet (ifølge BirdLife International-listen). Blandt dem er: vandsanger, engsnarre, stor kobbersneppe, trane, rørdrum, dværghejre og den her ret almindelige sortterne.
Derudover er der i parken 34 arter af pattedyr, inklusive oddere (Lutra lutra) og bævere (Castor fiber).
Den største trussel mod nationalparkens økosystem er, at større planter vender tilbage til de sarte systemer på enge og græsgange. Deres genvækst bringer fuglelokaliteter i fare, så parkens myndigheder har taget de nødvendige skridt til at bekæmpe dette fænomen.
Siden 31. maj 1996 har der været et Center for Natural Education i Chyrzno, som siden efteråret samme år har arrangeret kurser for elever og studerende. Blandt aktiviteter udført af Centret er: ture til parken, ornitologi-lejre, økologi-workshops. I parken er der nogle vandre- og cykelstier og to naturvandringer Ptasim szlakiem (”Langs fuglens sti”), der krydser gennem de mest værdifulde dele af Słońskreservatet.
Parken ejer en lille hytte med 5 rum til overnatningspladser til 15 personer og et gæstehus til omkring 30 besøgende.
Parken blev i 2009 tildelt EDEN-prisen (European Destination of Excellence (en)) i kategorien "Tourism and protected areas award".